# Зоря (Криворізький район)
Зоря́ — село в Україні, у Глеюватській сільській громаді Криворізького району Дніпропетровської області.
Населення — 206 мешканця.

## Географія
Село Зоря знаходиться у верхів'ях Балки Недайвода, по якій протікає пересихаючий струмок з загатами, нижче за течією на відстані 3,5 км розташоване село Недайвода. Поруч проходить залізниця, платформа Красний Забійник за 2 км. За 3 км від села розташовані відвали порожньої породи ВАТ «ПівнГЗК».

## Населення

### Мова
Розподіл населення за рідною мовою за даними перепису 2001 року:
| Мова       | Відсоток |
| ---------- | -------- |
| українська | 97 %     |
| білоруська | 2 %      |
| російська  | 1 %      |